# Еміль Луї Віктор Матьє
Еміль Луї Віктор Матьє (фр. Émile Louis Victor Mathieu; 1844, Лілль — 1932) — бельгійський композитор, диригент і музичний педагог.

## Біографія
Еміль Луї Віктор Матьє — син оперних співаків. Батько Матьє — Ніколя Жозеф Матьє, деякий час був одним з керівників Антверпенської опери; мати — Амелі Тереза Мартен, викладала вокал у Лувені і була першою наставницею сина.
Від 1860 року навчався в Брюссельській консерваторії в Огюста Дюпона (фортепіано), Шарля Босселе (гармонія) і Франсуа Жозефа Феті (композиція і контрапункт).
У 1866 році в Льєжі була поставлена перша опера Матьє «Підміна» (фр. L'Echange) за однойменною комедією Вольтера. Зі значних творів композитора, які були потому — трьохтактна опера «Дитинство Роланда» (фр. L'Enfance de Roland; 1891, поставлена 1895). На здобуття бельгійської Римської премії Матьє представляв кантати «Остання ніч Фауста», «Сон Колумба» і нарешті «Торквато Тассо», з якою виграв цю премію 1873 року. Від 1881 року він керував музичною школою у Лувені, а в 1898—1924 роках очолював Гентську консерваторію.